# تاريخ فكري عالمي
التاريخ الفكري العالمي هو تاريخ الفكر في العالم عبر امتداد التاريخ البشري، منذ اختراع الكتابة وحتى وقتنا الحاضر. وللحصول على معلومات حول منهجية التاريخ الفكري، الرجاء مراجعة المقال ذي الصلة.
في السنوات الأخيرة، نادى مؤرخون مثل كريستوفر ألان بايلي بكتابة التاريخ الفكري العالمي. ويؤكدون أنه لفهم تاريخ الأفكار عبر الزمان والمكان، فمن الضروري الدراسة من وجهة نظر كوزموبوليتية (متحررة من الأحقاد القومية أو المحلية) أو عالمية للعلاقات والتماثلات في التطور الفكري في جميع أنحاء العالم. غير أن هذا التاريخ المنفصل ونقطة التقائه في الفترة الحديثة ينبغي أن يتم ضمه في سرد تاريخي واحد. ومع ذلك، فإن بعض مصادر التاريخ العالمي، مثل كتاب ميلاد العالم الحديث (Birth of the Modern World) لبايلي أو كتاب ديفيد أرميتاج الذي يحمل العنوان إعلان الاستقلال: تاريخ عالمي (The Declaration of Indepenedenc: A Global History) تقدم مساهمات لمشروع كتابة التاريخ الفكري الضخم والتعاوني الضروري بأسلوب مقارن ومترابط بشكل خاص. وهناك أمثلة أخرى لمصادر التاريخ الفكري عابرة للحدود تتضمن كتاب ألبرت حوراني الفكر العربي في العصر الليبرالي.
يمكن القول إن أصول التاريخ الفكري بدأت قبل اختراع الكتابة، ولكن اهتم المؤرخون بحكم التعريف بالعصور التي عرفت الكتابة فقط. وانطلاقًا من مشروع تأريخي مرتبط بجميع البشر ولكنه لم يكتمل حتى الآن، تستعرض الأقسام التالية باختصار التيارات الفكرية في التاريخ الحديث وقبل الحديث للعالم، وقد تم ترتيبها حسب المنطقة الجغرافية (وترتيبها زمنيًا في كل قسم).
يمكن القول إن أصول التاريخ الفكري بدأت قبل اختراع الكتابة، ولكن اهتم المؤرخون بحكم التعريف بالعصور التي عرفت الكتابة فقط. وانطلاقًا من مشروع تأريخي مرتبط بجميع البشر ولكنه لم يكتمل حتى الآن، تستعرض الأقسام التالية باختصار التيارات الفكرية في التاريخ الحديث وقبل الحديث للعالم، وقد تم ترتيبها حسب المنطقة الجغرافية (وترتيبها زمنيًا في كل قسم). 

## أوروبا والأمريكتين
لا يمكن فصل التاريخ الفكري الحديث لأوروبا عن مختلف طوائف الفكر القديم، بداية من أعمال مؤلفي اللاتينية واليونانية الحديثة وحتى كتابات آباء الكنيسة المسيحية. وبالرغم من ذلك، لم تتم هنا تجربة مثل هذ ا المسح الشامل للموضوعات. ويمكن بدلاً من ذلك تحديد نقطة بداية - مثيرة للجدل ولكن يمكن الدفاع عنها - للفكر الأوروبي الحديث بميلاد الفلسفة المدرسية (التمسك الشديد بالتعاليم التقليدية) والإنسانية في القرنين الثالث عشر والرابع عشر. وارتبطت كل من هذه التيارات الفكرية بالإحياء الكلاسيكي (في حالة المدرسية، إعادة اكتشاف أرسطو؛ وفي حالة الإنسانية، من العصور القديمة اللاتينية، لا سيما شيشرون)، وبالمؤسسين البارزين توما الأكويني وبترارك على التوالي. ولكن كليهما على حد سواء يمثلان تجربة فكرية أصلية بشكل كبير، فضلاً عن كونهما يشكلان تجربة حديثة من حيث الوعي الذاتي، بحيث إنهما مثلتا نقطة بداية ملائمة لهذه الدراسة المسحية.
وما يلي أدناه هو قائمة كاملة انتقائية لكن ليست كاملة للاتجاهات المهمة والأفراد في تاريخ الفكر الأوروبي. بينما تمثل بعض الحركات مثل التنوير أو الرومانسية تقديرات غير دقيقة نسبيًا، ونادرًا ما يتخذها العلماء على محمل الجد، إلا أنها تعد نقاط بداية جيدة للاقتراب من التعقيد الهائل لتاريخ التراث الفكري في أوروبا. ونأمل أن يقوم القراء المهتمون بتتبع الموضوعات المدرجة بمزيد من العمق من خلال الرجوع إلى المقالات ذات الصلة واقتراحات الكتابات الأخرى. 
يشمل التاريخ الفكري لأوروبا الغربية والأمريكتين: 
| - الفلسفة المدرسية: ترتبط بشكل خاص بـ توما الأكويني وإعادة اكتشاف أرسطو، وهي الحركة التي كانت شائعة في الجامعات، وقدمت طريقة جديدة من التفكير، وخاصة في القانون والفلسفة واللاهوت. - الإنسانية: ارتبط الإنسانيون بتخصص البلاغة ولكنهم لم يكونوا مجرد خطباء، بل تعلموا أيضًا اللغات القديمة، خاصة اللغة الإغريقية وأنشأوا مجال معرفة جديدًا عن الماضي العلماني. وكان إحياء الفلسفة والأدب القديم ذا أهمية بالغة لمواصلة تطوير الفكر الأوروبي. ويعتبر أول عالم إنساني هو بترارك. تلاه من الأنصار ليوناردو بروني ولورينزو فالا ودسيدريوس إراسموس. - النهضة: حركة في الفنون والآداب، ترتبط خاصة بالإنسانية وباتجاهات جديدة أيضًا في الرسم وبازدهار ثقافة لطيفة جديدة آتية من إيطاليا (حوالي 1350)، والتي انتشرت في القرن الخامس عشر والقرن السادس عشر. - الفلسفة الجديدة: أطلق عليها القرن العشرون اسم الثورة العلمية، ولكن في القرن السابع عشر، تم اعتبار هذا العلم الجديد في كثير من الأحيان أنه وسfسًا بفكر فرانسيس بيكون ورينيه ديكارت. ومن الفلاسفة البارزين: هوبز وجاسندي ومالبرانش وسبينوزا ولايبنتس. وقد تم إحراز تقدمات في علم الفلك بواسطة نيكولاس كوبرنيكوس، وبراهي ويوهانس كيبلر وجاليليو جاليلي. - الجمعية الملكية: إنشاء علماني لعالم فكري بقيادة رموز مثل إسحاق نيوتن وروبرت هوك وكريستوفر رين وجوزيف أديسون والأسقف توماس سبرات. - التنوير: تطورات رئيسية في الفكر شملت حقوق الإنسان والتمثيل السياسي والاقتصاد السياسي والربوبية. ويعد من المشاركين البارزين بايل وهيوم وآدم سميث وآدم فيرجسون وفونتينيل وجورج دي بوفون وكانت وفولتير وروسو وديدرو وموسى مندلسون وفيكو. - الموسوعيون: إنشاء مستودعات مركزية للمعرفة متاحة للجميع خارج الأكاديميات، بما في ذلك الموسوعات والقواميس واسعة النطاق:: ديدرو وصمويل جونسون وفولتير وإفرايم شامبرز. - الرومانسية: فردية وذاتية وخيالية وشخصية وأسطورية (المصادر العلمية كارليل وروسو وهوك وهيردر). | - ما بعد الرومانسية: رد الفعل تجاه الطبعانية، حيث تعارض الملاحظات الخارجية فقط بإضافة ملاحظات داخلية (المصادر العلميةكونت وفون رانكه). - الحداثة: ترفض التقاليد العلمية الأكاديمية المسيحية (المصادر العلمية سورين كيركغور وفريدرخ نيتشه وياكوب بوركهارت وتشارلز بيرد وفرديناند دو سوسور وسيغموند فرويد وكارل يونغ). - البراغماتية: تربط معنى المعتقدات بتصرفات المؤمِن بها، وحقيقة المعتقدات بنجاح تلك التصرفات في تأمين أهداف المؤمِن. شارل ساندرز بيرس وويليام جيمس وجون ديوي وفيرديناند كانينغ سكوت سكيلر وريتشارد رورتي. وقد نشأت بأمريكا في أواخر القرن التاسع عشر. - الوجودية: الرفض قبل وبعد الحرب العالمية الثانية للأعراف والقيم الثقافية الغربية. سورين كيركغور ومارتن هيدجر وجان بول سارتر وسيمون دي بوفوار وهانا أرندت وهانس جوناس وكارل لوفيث وهربرت ماركوز ومارتن بوبر وإدموند هوسل. وقد ارتبطت بالبروز الفكري للفاشية والاشتراكية في أوروبا أثناء الثلاثينيات والأربعينيات من القرن الماضي، حيث رأوا أنها في حاجة لكل من الإنكار والدراسة، كوسيلة لإعادة تأسيس الفرد أمام قيم سلسلة من المجتمعات العدائية والمدمرة، التي تخلق الاغتراب والعزلة واللامعنى الفردي. - ما بعد الحداثة: ترفض الحداثة والسرد الشامل - ذات منظور متعدد وترتبط بدور الفرد (المصادر العلمية ليوتار وفوكو وبارت وجيرتز). - البنيوية: الكثير من الظواهر لا تحدث بشكل منعزل، ولكن بالارتباط ببعضها البعض (المصادر العلمية جيرتز وليفي ستروس). - ما بعد البنيوية: التفكيكية، تزعزع العلاقة بين اللغة والأشياء التي تشير إليها اللغة (المصادر العلمية ليوتار ودريدا وفوكو). |

## جنوب وشرق آسيا
شرق آسيا قبل العصر الحديث
يرتبط التاريخ الفكري للصين بميلاد العلم في الصين القديمة، وإنشاء الكونفشيوسية مع تأويلاتها الكثيرة لنصوص كونفوشيوس، والمجموعة النشطة من العلماء في الحكومات. في كوريا، قادت حركة العالِم يانجبان تطور التاريخ الفكري الكوري منذ أواخر مملكة غوريو حتى العصر الذهبي للإنجاز الفكري في مملكة جوسون.
في الصين، أشار المصطلح رجال الأدب إلى مسؤولي الحكومة الذين شكلوا الطبقة الحاكمة في الصين لأكثر من ألفي سنة. ورجال العلم هؤلاء كانوا مجموعة حالة من العلمانيين المتعلمين، وليسوا قساوسة مفروضين. فلم يكونوا مجموعة توريث حيث إن مناصبهم اعتمدت على معرفتهم للكتابة والأدب. وبعد عام 200 قبل الميلاد، تأثر نظام اختيار المرشحين بواسطة الكونفشيوسية وأسس أخلاقياته بين رجال الأدب.
الكونفشيوسية (حرفيًا، «التقاليد العلمية») هي نظام أخلاقي وفلسفي صيني، تطور في الأصل من تعاليم الحكيم الصيني القديم كونفوشيوس. ويُنظر لكونفوشيوس على أنه مؤسس تعاليم الكونفوشيوسية، على الرغم من ادعائه باتباع طرق من قبله. وتعتبر الكونفوشيوسية نظامًا معقدًا من الفكر الأخلاقي والاجتماعي والسياسي والفلسفي والديني الذي كان له تأثير هائل على ثقافة وتاريخ شرق آسيا. واعتبرها بعض الناس في أوروبا أنها «دين الدولة» في دول شرق آسيا بسبب الترويج الحكومي للقيم الكونفوشيوسية ومتطلباتها.
وتشمل التيارات الفكرية القديمة الأخرى في شرق آسيا البوذية والطاوية.
شرق آسيا الحديثة
تعتبر بداية التاريخ الفكري الحديث للصين مع وصول اليسوعيين في القرن السادس عشر. وقد جلب اليسوعيون معهم المعارف الفلكية والخرائطية الجديدة، وكانوا مسؤولين عن التطورات الجديدة في العلوم الصينية. لقد كان العلم في الصين الحديثة موضوع عمل المؤرخ بنيامين علمان.
جنوب آسيا قبل العصر الحديث
يعد الفكر الهندي موضوعًا واسعًا يشمل الملاحم القديمة لجنوب آسيا، وتطوير ما يسمى الآن هندوسية والفلسفة الهندوسية، وظهور البوذية، فضلا عن العديد من الموضوعات الأخرى المرتبطة بالحياة السياسية والفنية لجنوب آسيا قبل العصر الحديث.
إن عمل رام شاران شارما الذي يحمل العنوان ملامح الأفكار والمؤسسات السياسية في الهند (Aspects of Political Ideas and Institutions in India) (موتيلال بانارسيداس هو أكثر سرد موثوق للأفكار والمؤسسات السياسية الهندية القديمة. فهو يتناول المعايير الفكرية في الهند القديمة من حيث المؤسسات السياسية. 

## إفريقيا والشرق الأوسط
تاريخ ما قبل العصر الحديث
تم تعديل ثقافة الشرق الأدنى القديم وكذلك جزء كبير من إفريقيا مؤخرًا بشكل كبير عند وصول الإسلام في بداية القرن السابع الميلادي. وكان تاريخ الإسلام يشتمل على عمل كثير من العلماء، المسلمين وغير المسلمين، بما في ذلك شخصيات بارزة مثل إجناتس جولد تسيهر ومارشال هودجسون وفي الآونة الأخيرة باتريسيا كرون. فالثقافة الإسلامية ليست كيانًا بسيطًا وموحدًا. وتاريخ الإسلام، شأنه في ذلك شأن الأديان الأخرى، هو تاريخ التفسيرات ومنهجيات الإسلام المختلفة. فلا يوجد إسلام تاريخي خارج عملية التطور التاريخي.
الفكر الإسلامي يشمل مجموعة متنوعة من التخصصات الفكرية المختلفة، بما في ذلك علم اللاهوت ودراسة القرآن ودراسة الحديث والتاريخ والنحو والبلاغة والفلسفة. لمزيد من المعلومات، راجع مقال العصر الذهبي للإسلام.
من علماء وكتّاب الإسلام القدامى ما يلي:
- علي المسعودي
- ابن خلدون
- أبو العلاء المعري
- التفتازاني
- محمد بن إسماعيل البخاري
- ابن سينا
- ابن رشد
- محي الدين بن عربي
- ابن هشام
- الطبري

الفلسفة الفارسية يمكن إرجاعها بقدر ما إلى التقاليد والأفكار الفلسفية الإيرانية القديمة التي نشأت في جذور هندو إيرانية وتأثرت إلى حد كبير بتعاليم زرادشت. وعلى مر التاريخ الإيراني وبسبب التغيرات السياسية والاجتماعية الملحوظة مثل الغزو المقدوني والعربي والمنغولي لبلاد فارس، أظهرت تشكيلة واسعة من مدارس الفكر مجموعة متنوعة من وجهات النظر حول المسائل الفلسفية التي تمتد من اللغة الإيرانية القديمة وبشكل رئيسي التقاليد المرتبطة بالزرادشتية وحتى المدارس التي ظهرت في أواخر العصر الجاهلي، مثل المانوية والمزدكية، فضلاً عن مختلف المدارس في مرحلة ما بعد الإسلام. وقد تميزت الفلسفة الإيرانية بعد الفتح العربي لإيران بتفاعلات مختلفة مع الفلسفة الإيرانية القديمة والفلسفة اليونانية وتطور الفلسفة الإسلامية. وتعتبر مدرسة التنوير والفلسفة المتعالية اثنتين من التقاليد الفلسفية الرئيسية في تلك الحقبة ببلاد فارس. 
الشرق الأدنى والأوسط الحديث
الإسلام والحداثة تشمل العلاقة والتوافق بين ظاهرة الحداثة والمفاهيم والأفكار المتصلة بها، ودين الإسلام. ومن أجل فهم العلاقة بين الإسلام والحداثة، ينبغي عمل نقطة واحدة في البداية. وبالمثل، فإن الحداثة ظاهرة معقدة ومتعددة الأبعاد وليست ظاهرة موحدة ومتماسكة. ولها على مر التاريخ مدارس فكر مختلفة تتحرك في اتجاهات عديدة.
الحركات الفكرية في إيران تتضمن التجربة الإيرانية للحداثة، التي من خلالها تطورت الحداثة الإيرانية والفن والعلم والأدب والشعر والهياكل السياسية المرتبطة بها منذ القرن التاسع عشر. وتطورت العقلانية الدينية في إيران بشكل تدريجي ومتقن. حيث وصلت إلى ذروتها خلال الثورة الدستورية الفارسية (1906-1911). وضمت العملية العديد من الفلاسفة وعلماء الاجتماع وعلماء السياسة وواضعي النظريات الثقافية. ولكن ظلت مجالات الفن والسينما والشعر المرتبطة بها دون تطور. 
إفريقيا الحديثة
تشمل المفاهيم الحديثة عن الثقافة الإفريقية النهضة الإفريقية والوسطية الإفريقية. والنهضة الإفريقية هي مفهوم شاع بواسطة رئيس جنوب إفريقيا، تابو إيمبيكي، الذي دعا الشعوب والأمم الإفريقية لحل المشاكل العديدة التي تزعج قارة أفريقيا. وقد وصلت ذروتها في أواخر تسعينيات القرن الماضي، ولكن لا تزال تشكل جزءًا أساسيًا من الأجندة الفكرية بعد الفصل العنصري في جنوب إفريقيا. وقد امتد المفهوم، بالرغم من ذلك، إلى ما وراء الحياة الفكرية من السياسة والتنمية الاقتصادية.
ومع ظهور الوسطية الإفريقية، أدى التحفيز بعيدًا عن الوسطية الأوروبية إلى التركيز على إسهامات الأفارقة ونمذجتهم للحضارة والتاريخ العالمي. وتهدف الوسطية الإفريقية إلى تحويل التركيز من التاريخ المتمركز حول أوروبا إلى التاريخ المتمركز حول أفريقيا. وعلى نطاق أوسع، تهتم الوسطية الإفريقية بتمييز تأثر الشعوب الأوروبية والشرقية بالإنجازات الإفريقية. 

من بين الشخصيات البارزة للفكر الإفريقي الحديث:
- تابان لو ليونج
- وولي سوينكا
- فرانز فانون
- تشينو أتشيبي
- ويليام إدوارد بورجار دو بوا أمضى سنواته الأخيرة في غانا